# Константин Далассин
Константин Далассин (ср.-греч. Κωνσταντίνος Δαλασσηνός; 970/980 — после 1042) — политический и военный деятель Византийской империи.

## Жизнеописание
Происходил из провинциального рода Далассинов. Старший сын дуки Антиохии Дамиана Далассина. Родился между 965 и 970 годами. В 998 году вместе с отцом и братьями участвовал в битве при Апамее против войск Фатимидского халифата. Византийцы потерпели поражение, Дамиан Далассин погиб, а Константин с братом Феофилактом попал в плен. Вскоре они были проданы Джейшу аль-Самсали, одному из руководителей фатимидского войска. После этого до 1008 года жил в тюрьме Каира, пока Константин вместе с братом не был выкуплен.
В 1010-х годах участвовал в военных действиях против Болгарского государства. В 1021 году нанёс поражение Георгию I, царю Грузии. После поражения последнего была образована фема Иберия.
В 1024 году Константин Далассин назначен дуком Антиохии с титулом патрикия. В 1025 году после перебора власти Константином VIII приобрёл наивысший вес. Император доверял Далассину, которого рассматривал как своего наследника. Константин VIII завещал, чтобы Константин Далассин женился на его дочери Зое. Впрочем, пока Далассин добрался до столицы империи, советники Константина VIII убедили того устроить брак с Романом Аргиром. Евнухи хотели иметь на троне более слабого властителя. Константину Далассину было приказано возвратиться в Антиохию.
В 1030 году участвовал в великом походе императора Романа III против Алеппо, завершившемся поражением в битве при Аазазе. Константин Далассин не выполнил приказ императора оказать помощь попавшему в засаду авангардному отряду Льва Хиросфакта. Вместо этого вернулся к основным силам.
Во времена правления императора Михаила IV фактически возглавил оппозицию к императору. Далассина поддерживала значительная часть знати, синклитиков, населения Константинополя. Его поддерживал влиятельный военный Константин Дука.
Такая ситуация вызвала беспокойство Михаила IV. Поэтому его брат Иоанн Орфанотроф под гарантию безопасности пригласил Константина Далассина в столицу. Тот прибыл в 1034 году в Константинополь. Но, когда в том же году в Антиохии вспыхнуло восстание против дуки Никиты, брата императора, Далассин был схвачен и заключён в тюрьму. К 1039 году все его родственники и союзники были сосланы.
Первоначально Константин Далассин был отправлен на остров Принкипо в Мраморном море. Затем переведён в тюрьму в столице империи. Планировалось назначить Далассина во главе войска против Абхазии, но император Михаил IV не согласился с этим.
В 1041 году после восхождения на трон Михаила V в отношении Константина Далассина было решено, что он должен стать монахом, но Константин Далассин получил свободу передвижения. В 1042 году после свержения Михаила V фактическая власть перешла к Зое, дочери Константина VIII. Было решено выбрать мужа. Сначала был вызван Константин Далассин, но его независимый нрав, сильный характер не понравился императрице. Поэтому выбор пал на Константина Мономаха. Дальнейшая судьба Далассина не известна.

## Семья
- Дочь (имя неизвестно), жена Константина Дуки, византийский император
- Феодор Далассин, протоновелиссим